# Duroc

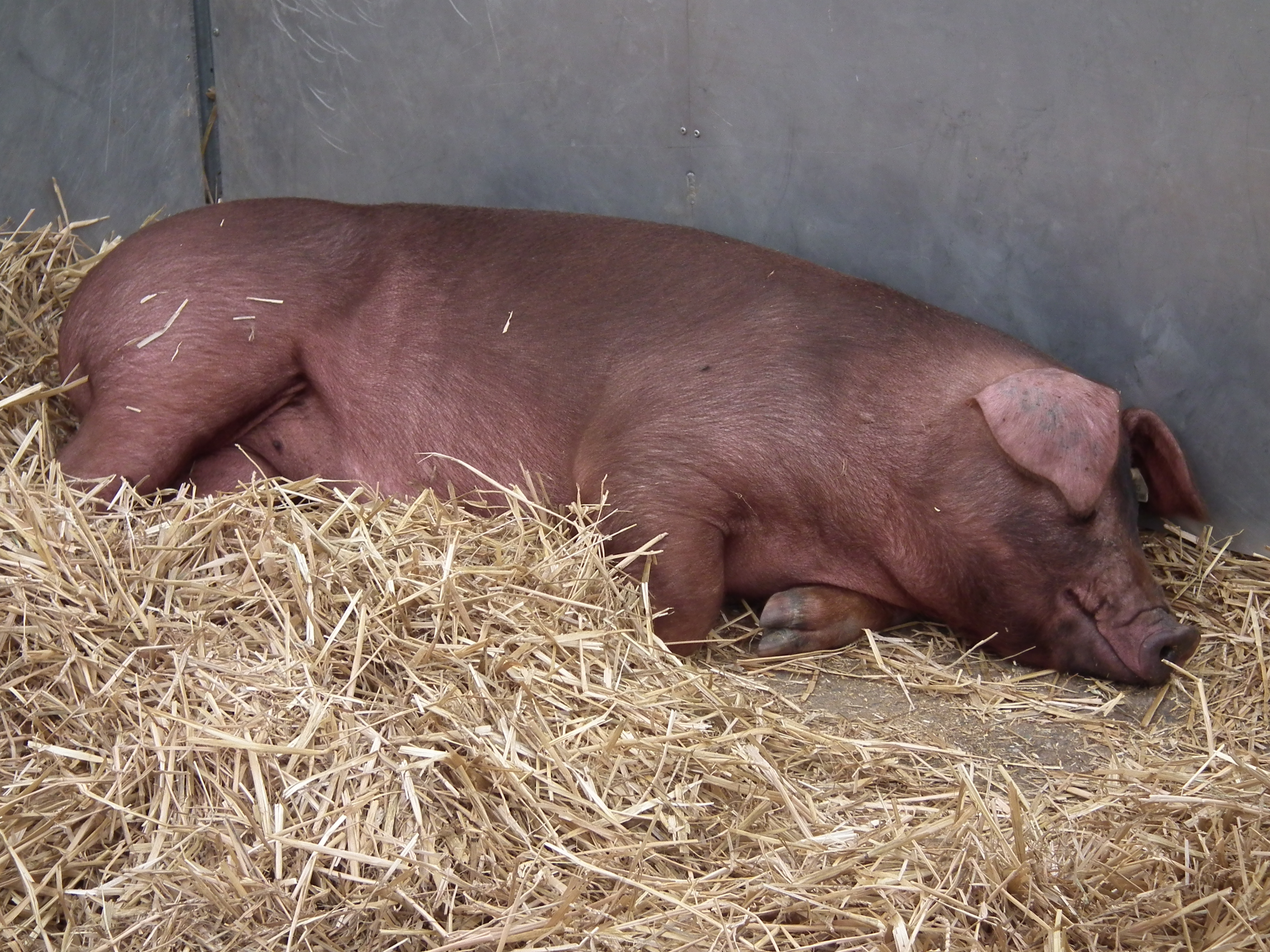

La Duroc és una raça de bestiar porcí procedent dels Estats Units d'Amèrica, on és una de les més populars.

## Descripció
La seva coloració és vermella, amb variacions de tonalitat. El pes mitjà dels mascles és de 350 kg i el de les femelles de 300 kg.

## Història
El seu origen es troba en els porcs vermells que eren criats a l'est dels EUA a principis del segle xix, els quals procedien en gran manera de porcs de capa acolorida i tipus ibèric d'Espanya i Portugal. Es van originar de l'encreuament de la raça Jersey Red de Nova Jersey i de l'antiga Duroc de Nova York. La raça resultant s'anomenà Duroc-Jersey, però posteriorment va ser denominada simplement com Duroc. 